# Hohenstein (Hesse)
Pour les articles homonymes, voir Hohenstein.
Hohenstein est une commune de Hesse (Allemagne), située dans l'arrondissement de Rheingau-Taunus, dans le district de Darmstadt.